# 멜러니 브라운
멜러니 재닌 브라운(Melanie Janine Brown, 1975년 5월 29일 ~ )은 잉글랜드의 가수이자 배우, 작가이다. 세인트키츠 네비스 출신의 아버지와 잉글랜드인 어머니 사이에서 태어났으며 1990년대를 대표하는 아이돌 팝 그룹 스파이스 걸스의 멤버이기도 하다. 애칭은 스케어리 스파이스(Scary Spice)이다.

## 음반 목록
- Hot (2000)
- L.A. State of Mind (2005)

## 출연 작품
- 1993년 《Coronation Street》
- 1997년 《Spice World》 - 스케어리 스파이스 역
- 1998년 《Creche Landing》
- 2000년 《Fish》
- 2001년 《This is My Moment
- 2002년 《Voodoo Princess》 - 진행
- 2003년 《Burn It》 - TV시리즈 1화
- 2003년 《Bo' Selecta》
- 2004년 《The Seat Filler》
- 2004년 《MTV Cribs》
- 2005년 《Telling Lies》
- 2005년 《A Bear's Tail》
- 2005년 《Avid Merrion's Xxxmas Special》
- 2006년 《Love Thy Neighbor》
- 2007년 《Dancing With The Stars》
- 2007년 《Giving You Everything》
- 2009년 《Loose Women》
- 2009년 《Mel B: Totally Fit》
- 2010년 《Dance Your Ass Off host(season 2)》
- 2010년 《Mel B: It's a Scary World》
- 2010년 《The X Factor (Australia)》 - 심사위원
- 2011년 《Secret Diary of a Call Girl》 - 특별출연